# Радомілув
Радомілув (пол. Radomiłów, нім. Thielau) — село в Польщі, у гміні Рудна Любінського повіту Нижньосілезького воєводства.
Населення — 126 осіб (2011).
У 1975-1998 роках село належало до Легницького воєводства.

## Демографія
Демографічна структура станом на 31 березня 2011 року:
|          | Загалом | Допрацездатний вік | Працездатний вік | Постпрацездатний вік |
| -------- | ------- | ------------------ | ---------------- | -------------------- |
| Чоловіки | 64      | 18                 | 44               | 2                    |
| Жінки    | 62      | 14                 | 36               | 12                   |
| Разом    | 126     | 32                 | 80               | 14                   |